# Greenock
Greenock (gael.: Grianaig) je přístavní město, které se nachází na západě Skotska nad řekou Clyde. Ve městě žije přibližně 42 tisíc obyvatel. Sídlí zde fotbalový klub Greenock Morton FC, který hraje v současnosti v druhé nejvyšší skotské soutěži.

## Rodáci
- Nejznámější osobností pocházející z Greenocku je vynálezce James Watt.

- William Kidd (známý jako Kapitán Kidd) byl známý skotský pirát a bukanýr narozený v Greenoch v roce 1645.
- Willam Wallace (1860–1940) byl skotský skladatel a spisovatel. Působil jako děkan Hudební fakulty University of London.
- John McGeoch byl punkrokový kytarista

## Památky
- Kostel Old West Kirk skotský kostel z roku 1589.
- Historická radnice z roku 1886.
- McLean Museum & Art Gallery je městské muzeum se stálými expozicemi z historie města a parních strojů.[2]